# Sông Rubicon

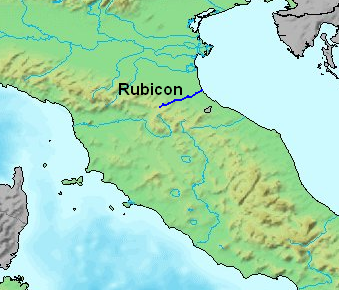
Dòng chảy đoán chừng của sông Rubicon

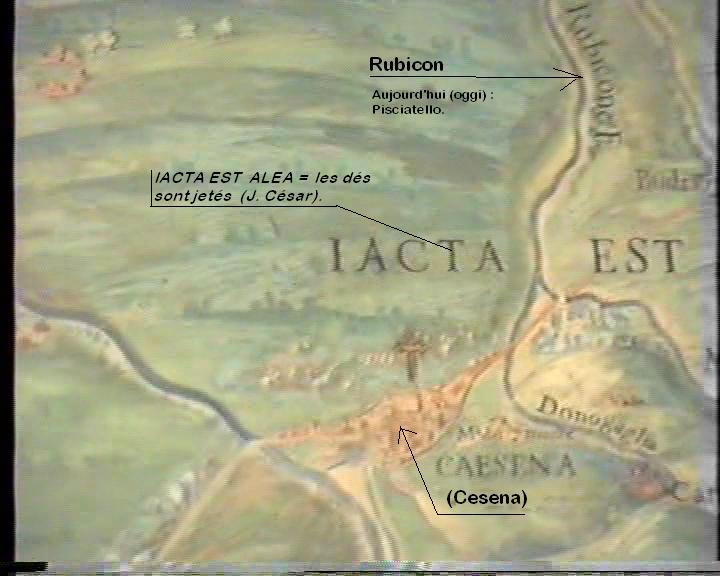
Sông Rubicon ở bên phải Cesena, Pisciatello

Sông Rubicon (Latin: Rubicō, Italian: Rubicone) là một con sông cạn ở phía bắc Ý, dài khoảng 80 km, chạy từ núi Apennine đến biển Adriatic đi qua phía nam của vùng Emilia-Romagna, giữa 2 thành phố Rimini và Cesena. Từ Latin rubico bắt nguồn từ tính từ "rubeus" có nghĩa là "đỏ". Con sông có tên như thế vì nó có màu đỏ của phù sa bồi lắng. Nó như một yết hầu che chở cho thành Rome khỏi các cuộc nội chiến.
Thành ngữ trong tiếng Anh "Crossing the Rubicon" (nghĩa đen: băng qua Rubicon; nghĩa bóng - tạm dịch: phóng lao phải theo lao) có nghĩa là đi qua nơi không thể quay đầu lại và nó còn ám chỉ việc Julius Caesar cho quân đội của mình băng qua Rubicon để tiến đánh thành Rome năm 49 TCN, đó được xem như là một hành động nổi dậy.